# 沈德建
沈德建（1897年6月5日—1975年2月12日），湖南省长沙县河西乡观音岩人，中华人民共和国医学家。
担任中医医学研究者、后任卫生部顾问。1954年，当选第一届全国人民代表大会代表。